# Yer Blues
Yer Blues is een lied van The Beatles afkomstig van het in 1968 uitgegeven album The Beatles (beter bekend als The White Album). Het nummer is geschreven door John Lennon maar zoals gewoonlijk is het toegeschreven aan Lennon-McCartney. Een opmerkelijke coverversie werd gebracht door supergroep The Dirty Mac tijdens The Rolling Stones Rock and Roll Circus.

## Achtergrond
Het nummer werd geschreven toen Lennon samen met de andere bandleden in Rishikesh, India verbleef bij Maharishi Mahesh Yogi. Lennon beleefde een moeilijke periode in India: hij kreeg slaapproblemen door het meditatieschema (vereeuwigd in I'm So Tired) en voelde zich depressief. Het nummer parodieert blues, met name de Britse variant van Fleetwood Mac, John Mayall's Bluesbreakers en Chicken Shack, en is half-satirisch en half-ernstig. Naast de Britse blues is er ook een letterlijke verwijzing naar het karakter 'Mr. Jones' uit Bob Dylan's Ballad of a Thin Man van het album Highway 61 Revisited.

## Muzikanten
Bezetting volgens Ian MacDonald
- John Lennon – zang, achtergrondzang, leadgitaar
- Paul McCartney – basgitaar
- George Harrison – leadgitaar
- Ringo Starr – drums

## Covers
- The Rolling Stones Rock and Roll Circus was een concert om het album Beggars Banquet van The Rolling Stones op tv te promoten. Normaal gezien ging dit uitgezonden worden op de BBC, maar de Stones hielden dit tegen. Hoogtepunt was de eenmalige supergroep The Dirty Mac, bestaande uit Lennon, Eric Clapton (gitaar, oorspronkelijk van Cream), Mitch Mitchell (drummer, van The Jimi Hendrix Experience), en Keith Richards (basgitaar, van The Rolling Stones), die een versie van Yer Blues speelden. Pas in 1996 werd het concert uitgebracht.